# Fereidoun Biglari

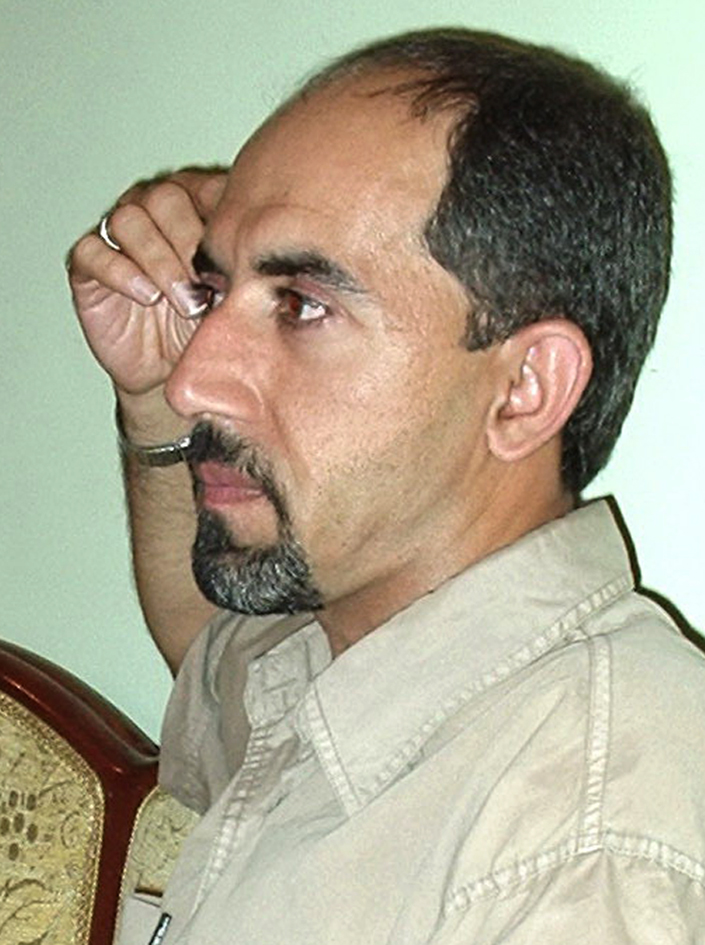
Fereidoun Biglari (2006)

Fereidoun Biglari (* 9. März 1970 in Qasr-e Schirin, Iran) ist ein iranischer Prähistoriker und Mitbegründer (mit Saman Heydari und Korosh Roustaei) sowie Leiter der Altsteinzeit-Abteilung des im Jahr 2001 gegründeten iranischen Nationalmuseums.

## Leben
Biglaris Forschungsgebiet umfasst allgemein das Altpaläolithikum von Iran und dem westlichen Asien und das iranische Mittelpaläolithikum, sowie speziell die Zagros-Region (Iran und Irak). Seine Magisterarbeit präsentierte eine detaillierte Analyse über eine Gruppe Acheuléen, die 2003 auf einer Felsterrasse namens Gandsch Par im Sefidrud-Tal (Provinz Gilan) entdeckt worden war. Er ist Co-Direktor des gemeinsamen archäologischen Projekts in Zusammenarbeit mit dem Labor PACEA (Institut für Ur- und Quartärgeologie der CNRS-Universität Bordeaux) in der Zentralregion von Zagros und Isfahan. Biglari erhielt 2007 ein Promotionsstipendium der französischen Regierung und ist derzeit PhD-Kandidat an der Universität Bordeaux I. Sein aktuelles Projekt ist der Aufbau des Steinzeitmuseums Zagros in Kermānschāh im Westen des Iran.
Biglari war kontinuierlich an der Erforschung, Untersuchung und Ausgrabung von altsteinzeitlichen Stätten des Iran beteiligt, die zu vielen Entdeckungen in Zagros und dem iranischen Zentralplateau führten. Er hat zahlreiche Veröffentlichungen in internationalen Zeitschriften wie Antiquity (England), Current Anthropology (USA), Paléorient (Frankreich), Near Eastern Archaeology (USA), Archäologische Mitteilungen aus Iran und Turan (Deutschland), Iranian Journal of Archaeology and History (Iran), Iran (England), Archaeological Reports (Iran), Anthropologie (Tschechische Republik), sowie Buchbeiträge in Deutschland, Frankreich, Japan, Mexiko, und dem Iran.
Erst kürzlich wurde er Mitherausgeber von Iran Palaeolithic / Le Paléolithique d'Iran (mit Marcel Otte und Jacques Jaubert, 2009). Arbeiten aus diesem Band sind 2006 während der Sitzung „Iranische Altsteinzeit“ auf dem XV. UISPP World Congress präsentiert worden.